# Іржавець (рід)
Іржа́вець (Casiornis) — рід горобцеподібних птахів родини тиранових (Tyrannidae). Представники цього роду мешкають в Південній Америці.

## Таксономія і систематика
Молекулярно-генетичне дослідження, проведене Телло та іншими в 2009 році дозволило дослідникам краще зрозуміти філогенію родини тиранових. Згідно із запропонованою ними класифікацією, рід Іржавець (Casiornis) належить до родини тиранових (Tyrannidae), підродини Тиранних (Tyranninae) і триби Копетонових (Myiarchini). До цієї триби систематики відносять також роди Планідера (Rhytipterna), Тиран-свистун (Sirystes) і Копетон (Myiarchus)..

## Види
Виділяють два види:
- Іржавець західний (Casiornis rufus)
- Іржавець східний (Casiornis fuscus)

## Етимологія
Наукова назва роду Casiornis походить від сполучення слів дав.-гр. κασια — кориця і ορνις — птах.